# Campeonato Baiano de Futebol de 2016
O Campeonato Baiano de Futebol de 2016 foi a 112.ª edição da competição, realizado no estado da Bahia e organizado pela Federação Baiana de Futebol.
O campeão foi o Vitória, seu 28º título, tendo como vice o Bahia, após perder o segundo jogo por 1 a 0 na Arena Fonte Nova, mas tinha a vantagem por ter ganhado o primeiro jogo no Barradão por 2 a 0. Na disputa do terceiro e quarto lugar, o Juazeirense conquistou pelo segundo ano seguido após empatar por 1 a 1 no segundo jogo, em casa, contra o Fluminense de Feira e optou pela vaga para disputar a Copa do Nordeste de 2017, enquanto o Flu de Feira disputará a Série D de 2016, contudo, o Juazeirense também disputará a competição nacional por causa do time de Feira de Santana ter vencido a Copa Governador do Estado 2015 e assim garantindo uma vaga.

## Regulamento
Na primeira fase, as 12 equipes foram divididas em 2 grupos de 6, que disputaram, Grupo 1 e Grupo 2, um contra o outro, em jogos só de ida, ou seja, 6 rodadas (3 partidas em casa e 3 fora para cada time, contra os do grupo adversário). Vitória e Bahia foram os "cabeças de chave", respectivamente, que se enfrentaram na derradeira rodada.
Os oito melhores times na classificação geral, independentemente do grupo em que estão, podendo ser 4 e 4, 5 e 3 ou 6 e 2 de cada chave, garantem vaga na próxima fase. A partir daí, o campeonato entra na fase de mata-mata: quartas, semi e final, todos com jogos de ida e volta.
Nas quartas de final, o time de melhor campanha na primeira fase enfrenta o 8º, o 2º pega o 7º, o 3º duela com o 6º e o 4º enfrenta o 5º, os quatro primeiros classificados desses, terão seu mando de campo nos jogos de volta. Se as duas partidas tiverem o mesmo placar (0x0 e 0x0, 1x1 e 1x1, 2x0 e 0x2) ou a mesma diferença de gols (0x0 e 1x1, 1x0 e 1x2, 2x0 e 1x3), avança o melhor na primeira fase (mandante do 2° jogo), não havendo decisão por pênaltis nem o critério de gol marcado fora de casa, assim como com os que lutam contra o rebaixamento.
Na disputa pela permanência, em 2016, a briga é direta. Os quatro últimos, no geral, se enfrentam: o 9º pega o 12º e o 10º duela com o 11º, em partidas de ida e volta. Os dois derrotados no agregado, com os critérios acima, caem para a segunda divisão estadual.
O campeão e o vice disputarão a Copa do Nordeste de 2017 e a Copa do Brasil de 2017. A equipe que conquistar o 3º lugar terá direito a escolher uma vaga, também, na Copa do Nordeste de 2017 ou na Série D do Campeonato Brasileiro de 2016, ficando o torneio dispensado para o 4º colocado.

## Clubes participantes
| Clube                                             | Cidade               | Estádio (Mando)  | Em 2015         | Títulos (mais recente) |
| ------------------------------------------------- | -------------------- | ---------------- | --------------- | ---------------------- |
| Esporte Clube Bahia                               | Salvador             | Arena Fonte Nova | 1º              | 46 (2015)              |
| Associação Desportiva Bahia de Feira              | Feira de Santana     | Pedro Amorim     | 7º              | 1 (2011)               |
| Colo Colo de Futebol e Regatas                    | Ilhéus               | Mário Pessoa     | 4º              | 1 (2006)               |
| Feirense Futebol Clube                            | Feira de Santana     | Valfredão        | 10º             | 0 (não possui)         |
| Clube Esportivo Flamengo de Guanambi              | Guanambi             | 2 de Julho       | 1º (2ª divisão) | 0 (não possui)         |
| Fluminense de Feira Futebol Clube                 | Feira de Santana     | Valfredão        | 2º (2ª divisão) | 2 (1969)               |
| Galícia Esporte Clube                             | Salvador             | Pituaçu          | 8º              | 5 (1968)               |
| Jacobina Esporte Clube                            | Jacobina             | José Rocha       | 9º              | 0 (não possui)         |
| Esporte Clube Jacuipense                          | Riachão do Jacuípe   | Valfredão        | 6º              | 0 (não possui)         |
| Sociedade Desportiva Juazeirense                  | Juazeiro             | Adauto Moraes    | 3º              | 0 (não possui)         |
| Esporte Clube Vitória                             | Salvador             | Barradão         | 5º              | 27 (2013)              |
| Esporte Clube Primeiro Passo Vitória da Conquista | Vitória da Conquista | Lomanto Júnior   | 2º              | 0 (não possui)         |

## Locais de disputa
| Bahia | Bahia de Feira | Colo Colo | Feirense             |
| Arena Fonte Nova | Pedro Amorim | Mário Pessoa | Valfredão            |
| | | |                      |
| Flamengo de Guanambi | \| Flamengo de Guanambi Colo Colo Jacobina Juazeirense Jacuipense Vitória da Conquista Salvador: Bahia Galícia Vitória Feira de Santana: Bahia-Feira Feirense Fluminense Localização dos mandos de campo das equipes participantes da Primeira Divisão de 2016. Grupos:A // B. \| | \| Flamengo de Guanambi Colo Colo Jacobina Juazeirense Jacuipense Vitória da Conquista Salvador: Bahia Galícia Vitória Feira de Santana: Bahia-Feira Feirense Fluminense Localização dos mandos de campo das equipes participantes da Primeira Divisão de 2016. Grupos:A // B. \| | Fluminense de Feira  |
| 2 de Julho | \| Flamengo de Guanambi Colo Colo Jacobina Juazeirense Jacuipense Vitória da Conquista Salvador: Bahia Galícia Vitória Feira de Santana: Bahia-Feira Feirense Fluminense Localização dos mandos de campo das equipes participantes da Primeira Divisão de 2016. Grupos:A // B. \| | \| Flamengo de Guanambi Colo Colo Jacobina Juazeirense Jacuipense Vitória da Conquista Salvador: Bahia Galícia Vitória Feira de Santana: Bahia-Feira Feirense Fluminense Localização dos mandos de campo das equipes participantes da Primeira Divisão de 2016. Grupos:A // B. \| | Valfredão            |
| | \| Flamengo de Guanambi Colo Colo Jacobina Juazeirense Jacuipense Vitória da Conquista Salvador: Bahia Galícia Vitória Feira de Santana: Bahia-Feira Feirense Fluminense Localização dos mandos de campo das equipes participantes da Primeira Divisão de 2016. Grupos:A // B. \| | \| Flamengo de Guanambi Colo Colo Jacobina Juazeirense Jacuipense Vitória da Conquista Salvador: Bahia Galícia Vitória Feira de Santana: Bahia-Feira Feirense Fluminense Localização dos mandos de campo das equipes participantes da Primeira Divisão de 2016. Grupos:A // B. \| |                      |
| Galícia | \| Flamengo de Guanambi Colo Colo Jacobina Juazeirense Jacuipense Vitória da Conquista Salvador: Bahia Galícia Vitória Feira de Santana: Bahia-Feira Feirense Fluminense Localização dos mandos de campo das equipes participantes da Primeira Divisão de 2016. Grupos:A // B. \| | \| Flamengo de Guanambi Colo Colo Jacobina Juazeirense Jacuipense Vitória da Conquista Salvador: Bahia Galícia Vitória Feira de Santana: Bahia-Feira Feirense Fluminense Localização dos mandos de campo das equipes participantes da Primeira Divisão de 2016. Grupos:A // B. \| | Jacobina             |
| Pituaçu | \| Flamengo de Guanambi Colo Colo Jacobina Juazeirense Jacuipense Vitória da Conquista Salvador: Bahia Galícia Vitória Feira de Santana: Bahia-Feira Feirense Fluminense Localização dos mandos de campo das equipes participantes da Primeira Divisão de 2016. Grupos:A // B. \| | \| Flamengo de Guanambi Colo Colo Jacobina Juazeirense Jacuipense Vitória da Conquista Salvador: Bahia Galícia Vitória Feira de Santana: Bahia-Feira Feirense Fluminense Localização dos mandos de campo das equipes participantes da Primeira Divisão de 2016. Grupos:A // B. \| | José Rocha           |
| | \| Flamengo de Guanambi Colo Colo Jacobina Juazeirense Jacuipense Vitória da Conquista Salvador: Bahia Galícia Vitória Feira de Santana: Bahia-Feira Feirense Fluminense Localização dos mandos de campo das equipes participantes da Primeira Divisão de 2016. Grupos:A // B. \| | \| Flamengo de Guanambi Colo Colo Jacobina Juazeirense Jacuipense Vitória da Conquista Salvador: Bahia Galícia Vitória Feira de Santana: Bahia-Feira Feirense Fluminense Localização dos mandos de campo das equipes participantes da Primeira Divisão de 2016. Grupos:A // B. \| |                      |
| Jacuipense | Juazeirense | Vitória | Vitória da Conquista |
| Valfredão | Adauto Moraes | Barradão | Lomanto Júnior       |
| | | |                      |
| Flamengo de Guanambi Colo Colo Jacobina Juazeirense Jacuipense Vitória da Conquista Salvador: Bahia Galícia Vitória Feira de Santana: Bahia-Feira Feirense Fluminense Localização dos mandos de campo das equipes participantes da Primeira Divisão de 2016. Grupos:A // B. | | |                      |

Devido à situação irregular de certos estádios, alguns clubes jogam partidas em estádios distantes de sua sede. O estádio Adauto Moraes não foi liberado, então a Juazeirense mandará suas partidas dos dias 21 de fevereiro e 6 de março no estádio Paulo de Souza Coelho, no município pernambucano de Petrolina. Da mesma forma, até que o estádio Lomanto Júnior, em Vitória da Conquista, seja liberado, o ECPP Vitória da Conquista manda seus jogos em Ilhéus, no estádio Mário Pessoa.

## Televisão
Pelo sexto ano consecutivo, a TV Bahia (afiliada da Rede Globo) e suas afiliadas detém todos os direitos de transmissão para a temporada de 2016 pela televisão aberta e em pay-per-view através do canal Premiere FC (PFC). A emissora renovou os direitos de transmissão até 2020.
A TV Bahia transmitiu as seguintes partidas em sinal aberto:
- 1.ª rodada - Juazeirense 2x3 Bahia - 31 de janeiro (Dom) - 16:00 (Todo o estado)[7]
- 2.ª rodada - Vitória da Conquista 1x1 Vitória - 10 de fevereiro (Qua) - 20:45 (Todo o estado)[8]
- 3.ª rodada - Colo Colo 2x3 Bahia - 21 de fevereiro (Dom) - 17:00 (Todo o estado)[9]
- 4.ª rodada - Fluminense de Feira 1x0 Vitória - 28 de fevereiro (Dom) - 17:00 (Todo o estado)[10]
- 5.ª rodada - Bahia de Feira 0x2 Bahia - 6 de março (Dom) - 16:00 (Todo o estado)[11]
- 6.ª rodada - Fluminense de Feira 2x2 Bahia de Feira - 13 de março (Dom) - 16:00 (Todo o estado)[12]
- Quartas (ida) - Bahia de Feira 0x2 Bahia - 20 de março (Dom) - 16:00 (Todo o estado)[13]
- Quartas (volta) - Vitória da Conquista 2x1 Colo Colo - 27 de março (Dom) - 16:00 (Todo o estado)[14]
- Semi (ida) - Juazeirense 2x3 Vitória - 10 de abril (Dom) - 16:00 (Todo o estado)[15]
- Final (ida) - Vitória 2x0 Bahia - 1 de maio (Dom) - 16:00 (Todo o estado)[16]
- Final (volta) - Bahia 1x0 Vitória - 8 de maio (Dom) - 16:00 (Todo o estado)[17]

O PFC transmitiu as seguintes partidas em sinal fechado:
- 1.ª rodada - Vitória 3x0 Jacuipense - 30 de janeiro (Sab) - 16:00 (Todo o estado)[7]
- 2.ª rodada - Bahia 2x1 Flamengo de Guanambi - 11 de fevereiro (Qui) - 20:30 (Todo o estado)[8]
- 3.ª rodada - Vitória 3x1 Jacobina - 21 de fevereiro (Dom) - 17:00 (Todo o estado)[9]
- 5.ª rodada - Vitória 2x0 Feirense - 5 de março (Sab) - 16:00 (Todo o estado)[11]
- 4.ª rodada - Bahia 4x0 Galícia - 9 de março (Qua) - 19:30 (Todo o estado)[18]
- 6.ª rodada - Bahia 0x2 Vitória - 13 de março (Dom) - 16:00 (Todo o estado)[12]
- Quartas (ida) - Flamengo de Guanambi 1x0 Vitória - 19 de março (Sab) - 16:00 (Todo o estado)[13]
- Quartas (volta) - Vitória 3x0 Flamengo de Guanambi - 26 de março (Sab) - 18:30 (Todo o estado)[14]
- Semi (ida) - Fluminense de Feira 0x2 Bahia - 9 de abril (Sab) - 18:30 (Todo o estado)[15]
- Semi (volta) - Bahia 2x1 Fluminense de Feira - 20 de abril (Qua) - 20:30 (Todo o estado)[19]
- Semi (volta) - Vitória 3x0 Juazeirense - 20 de abril (Qui) - 16:00 (Todo o estado)[19]
- Final (ida) - Vitória 2x0 Bahia - 1 de maio (Dom) - 16:00 (Todo o estado)[16]
- Final (volta) - Bahia 1x0 Vitória - 8 de maio (Dom) - 16:00 (Todo o estado)[17]

## Primeira fase
| Grupo 1 | Bahia de Feira, Colo Colo, Flamengo de Guanambi, Galícia, Juazeirense, Vitória   |
| Grupo 2 | Bahia, Feirense, Fluminense de Feira, Jacobina, Jacuipense, Vitória da Conquista |

### Jogos
Para ler a tabela, a linha horizontal representa os jogos da equipe como mandante. A coluna vertical indica os jogos da equipe como visitante.

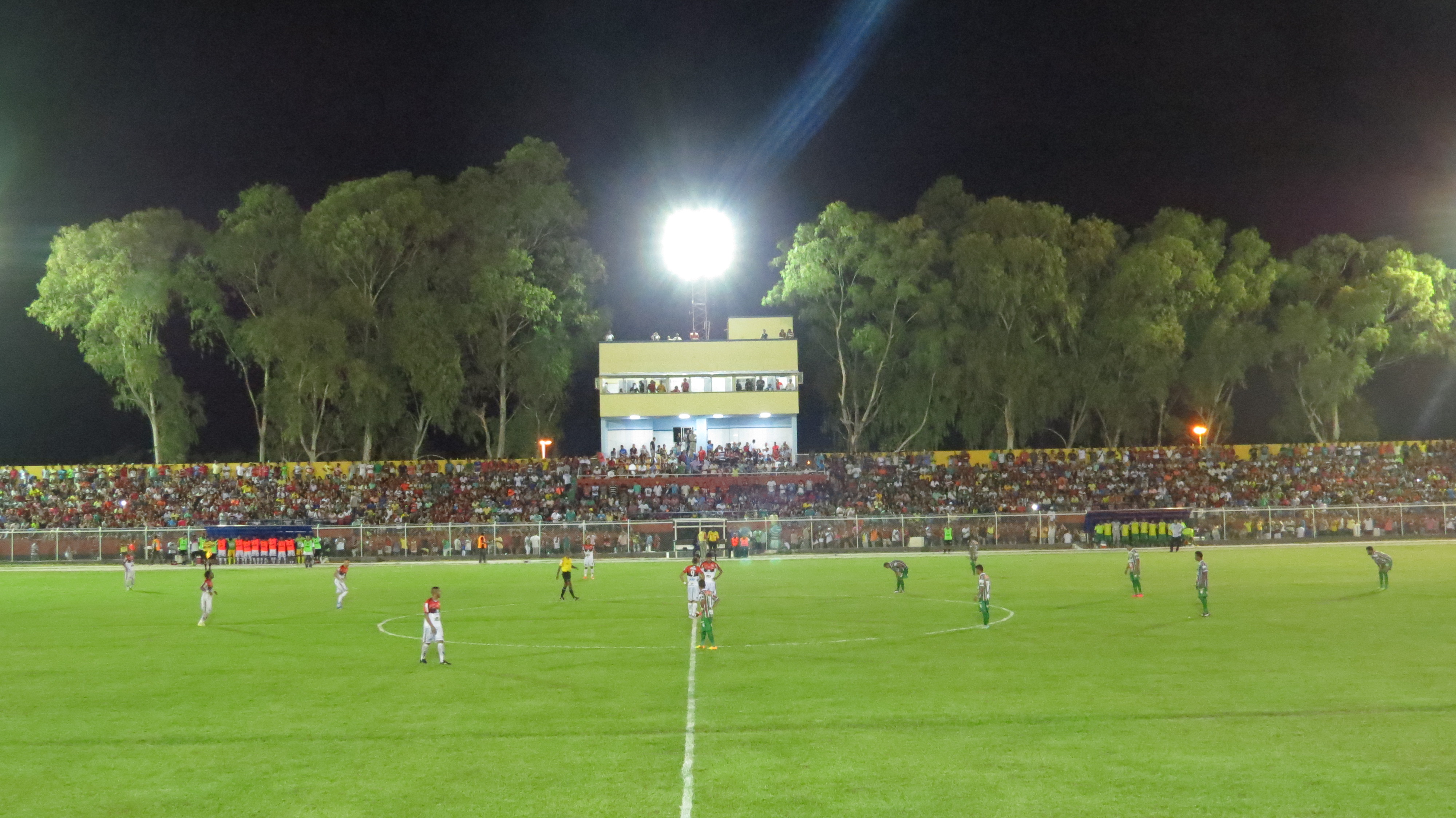
Partida pela quinta rodada entre o Flu de Feira e o Flamengo de Guanambi, no Estádio 2 de Julho

| Jogos "clássicos" estão em negrito. | Vitória do mandante. | Vitória do visitante. | Empate. |

|                      | BAH | BFE | COL | FEI | FLG | FLF | GAL | JAC | JCP | JZE | VIT | VCO |
| -------------------- | --- | --- | --- | --- | --- | --- | --- | --- | --- | --- | --- | --- |
| Bahia                | —   |     |     |     | 2–1 |     | 4–0 |     |     |     | 0–2 |     |
| Bahia de Feira       | 0–2 | —   |     | 2–0 |     |     |     |     |     |     |     | 2–2 |
| Colo Colo            | 2–3 |     | —   |     |     | 0–0 |     |     | 2–2 |     |     |     |
| Feirense             |     |     | 1–0 | —   | 0–1 |     | 1–4 |     |     |     |     |     |
| Flamengo de Guanambi |     |     |     |     | —   | 2–1 |     |     | 1–1 |     |     | 0–0 |
| Fluminense de Feira  |     | 2–2 |     |     |     | —   |     |     |     | 0–0 | 1–0 |     |
| Galícia              |     |     |     |     |     | 0–1 | —   | 3–0 |     |     |     | 1–0 |
| Jacobina             |     | 2–0 | 4–1 |     | 1–0 |     |     | —   |     |     |     |     |
| Jacuipense           |     | 3–4 |     |     |     |     | 0–2 |     | —   | 0–2 |     |     |
| Juazeirense          | 2–3 |     |     | 3–0 |     |     |     | 0–2 |     | —   |     |     |
| Vitória              |     |     |     | 2–0 |     |     |     | 3–1 | 3–0 |     | —   |     |
| Vitória da Conquista |     |     | 4–1 |     |     |     |     |     |     | 0–2 | 1–1 | —   |

### Desempenho por rodada
|         | 1   | 2   | 3   | 4   | 5   | 6   |
| Grupo 1 | VIT | GAL | VIT | JZE | VIT | VIT |
| Grupo 2 | BAH | BAH | BAH | BAH | BAH | BAH |

|         | 1   | 2   | 3   | 4   | 5   | 6   |
| Grupo 1 | JZE | COL | COL | COL | COL | COL |
| Grupo 2 | JAC | JAC | JAC | JAC | JAC | JAC |

## Fase final
Em itálico, os times que possuem o mando de campo no primeiro jogo do confronto e em negrito os times classificados.
|  | Quartas-de-final     | Quartas-de-final | Quartas-de-final | Quartas-de-final |   |                     | Semifinais      | Semifinais      | Semifinais      | Semifinais      |  |         | Final         | Final         | Final         | Final         |  |  |
|  |                      |                  |                  |                  |   |                     | 9 a 21 de abril | 9 a 21 de abril | 9 a 21 de abril | 9 a 21 de abril |  |         | 1 e 8 de maio | 1 e 8 de maio | 1 e 8 de maio | 1 e 8 de maio |  |  |
|  |                      |                  |                  |                  |   |                     |                 |                 |                 |                 |  |         |               |               |               |               |  |  |
|  | Juazeirense          | 2                | 0                | 2                |   |                     |                 |                 |                 |                 |  |         |               |               |               |               |  |  |
|  | Jacobina             | 0                | 1                | 1                |   |                     |                 |                 |                 |                 |  |         |               |               |               |               |  |  |
|  | Jacobina             | 0                | 1                | 1                |   | Juazeirense         | 2               | 0               | 2               |                 |  |         |               |               |               |               |  |  |
|  |                      |                  |                  |                  |   | Juazeirense         | 2               | 0               | 2               |                 |  |         |               |               |               |               |  |  |
|  |                      | Vitória          | 3                | 3                | 6 |                     |                 |                 |                 |                 |  |         |               |               |               |               |  |  |
|  | Flamengo de Guanambi | Vitória          | 3                | 3                | 6 | 1                   | 0               | 1               |                 |                 |  |         |               |               |               |               |  |  |
|  | Flamengo de Guanambi |                  |                  |                  |   | 1                   | 0               | 1               |                 |                 |  |         |               |               |               |               |  |  |
|  | Vitória              | 0                | 3                | 3                |   |                     |                 |                 |                 |                 |  |         |               |               |               |               |  |  |
|  | Vitória              | 0                | 3                | 3                |   |                     |                 |                 |                 |                 |  | Vitória | 2             | 0             | 2             |               |  |  |
|  |                      |                  |                  |                  |   |                     |                 |                 |                 |                 |  | Vitória | 2             | 0             | 2             |               |  |  |
|  |                      | Bahia            | 0                | 1                | 1 |                     |                 |                 |                 |                 |  |         |               |               |               |               |  |  |
|  | Fluminense de Feira  | Bahia            | 0                | 1                | 1 | 3                   | 0               | 3               |                 |                 |  |         |               |               |               |               |  |  |
|  | Fluminense de Feira  |                  |                  |                  |   | 3                   | 0               | 3               |                 |                 |  |         |               |               |               |               |  |  |
|  | Galícia              | 0                | 1                | 1                |   |                     |                 |                 |                 |                 |  |         |               |               |               |               |  |  |
|  | Galícia              | 0                | 1                | 1                |   | Fluminense de Feira | 0               | 1               | 1               |                 |  |         |               |               |               |               |  |  |
|  |                      |                  |                  |                  |   | Fluminense de Feira | 0               | 1               | 1               |                 |  |         |               |               |               |               |  |  |
|  |                      | Bahia            | 2                | 2                | 4 |                     |                 |                 |                 |                 |  |         |               |               |               |               |  |  |
|  | Bahia de Feira       | Bahia            | 2                | 2                | 4 | 0                   | 1               | 1               |                 |                 |  |         |               |               |               |               |  |  |
|  | Bahia de Feira       |                  |                  |                  |   | 0                   | 1               | 1               |                 |                 |  |         |               |               |               |               |  |  |
|  | Bahia                | 2                | 2                | 4                |   |                     |                 |                 |                 |                 |  |         |               |               |               |               |  |  |

|  | Disputa do 3° lugar 1 e 8 de maio |   |   |   |
|  |                                   |   |   |   |
|  | Fluminense de Feira               | 0 | 1 | 1 |
|  | Juazeirense                       | 0 | 1 | 1 |

| Campeão Baiano de 2016 |
| ---------------------- |
| Vitória 28° título     |

| Vice-campeão: | Terceiro colocado: | Artilheiro:                  | Melhor goleiro:            |
| ------------- | ------------------ | ---------------------------- | -------------------------- |
| Bahia         | Juazeirense        | Nino Guerreiro (Juazeirense) | Jair (Fluminense de Feira) |

### Disputa contra o rebaixamento
Em itálico, os times que possuem o mando de campo no primeiro jogo do confronto e em negrito os times rebaixados.
|  | Chave 1 20 de abril e 27 de abril |   |   |   |
|  |                                   |   |   |   |
|  | Colo Colo                         | 0 | 1 | 1 |
|  | Vitória da Conquista              | 0 | 2 | 2 |

|  | Chave 2 20 de abril e 27 de abril |   |   |   |
|  |                                   |   |   |   |
|  | Jacuipense                        | 2 | 1 | 3 |
|  | Feirense                          | 1 | 0 | 1 |